# Marcus Wandt
Marcus Wandt (22 de setembro de 1980) é um piloto experimental sueco e membro do grupo de astronautas da ESA de 2022.

## Carreira na ESA
Em novembro de 2022, Wandt foi escolhido como um astronauta reserva da ESA e em junho de 2023 a agência propôs seu nome para a Axiom Mission 3. Como consequência disso, ele foi promovido do posto de “astronauta reserva” para “astronauta ativo”. Wandt foi o primeiro de sua turma a realizar uma missão espacial, chamada de “Muninn”, que coincidiu com a “Huginn”, sendo realizada pelo astronauta dinamarquês Andreas Mogensen.